# Wingsuit

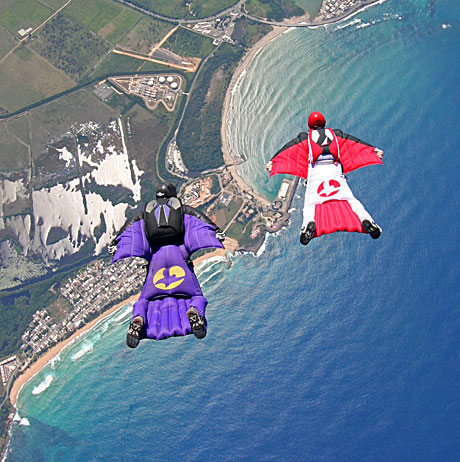
Wingsuits in flight

Wingsuit flying este sportul în care un om poate zbura folosind un costum special numit "Wingsuit Arhivat în 3 noiembrie 2012, la Wayback Machine." (costum cu aripi), care are adăugată o membrană între corp și membre. Cu ajutorul costumului, o persoană poate plana pe o distanță cel puțin dublă în comparație cu distanța până la sol.
În timpul zborului este posibil schimbarea direcției și a vitezei prin modificarea poziției toracelui, umerilor, șoldurilor, genunchilor. Costumul este dotat cu o parașută pentru aterizarea în siguranță după planare. Se spune că singura diferență intre un wingsuit și o veveriță zburătoare este coada veveriței cu care își poate frâna aterizările; parașuta este echivalentul Wingsuit Arhivat în 3 noiembrie 2012, la Wayback Machine. pentru coada veveriței.
Un om în cădere liberă ajunge la viteze cuprinse între 180 și 225 km/h, dar folosind un Wingsuit Arhivat în 3 noiembrie 2012, la Wayback Machine. viteza se poate reduce la aproximativ 65 km/oră. Cel mai important record neoficial este de 20.45 km, deținut de 3 spanioli (Alvaro Bulto, Santi Corella și Toni Lopez), care au sărit de la înalțimea de 10.67 km dintr-un avion și au traversat Strâmtoarea Gibraltar.

### Mecanismul de zbor
Folosind costumul Wingsuit Arhivat în 3 noiembrie 2012, la Wayback Machine. si o parasută, "zburătorii" se lansează în aer. Tehnicile de lansare sunt diferite, în funcție de locație și fluxul de aer. În cazul lansării din avion, "zburătorul" trebuie să își întindă brațele și implicit membranele la momentul potrivit. Dacă face acest lucru mai devreme, riscă să se izbească de avion sau să își piardă stabilitatea. Planarea din vârful unui munte sau dintr-un balon cu aer cald este total diferită. Viteza inițială datorată mișcării în cazul avionului, aici este absentă. În acest caz se utilizează căderea verticală, folosind forța gravitațională pentru a accelera, apoi costumul folosește această forță pentru a crea portanță. Pentru a ateriza în siguranță pe pământ, zburătorul folosește parașuta.
În aer, zburătorul se folosește de forma corpului său, pentru a înainta și a se ridica atât cât dorește, deși în general majoritatea costumelor Birdman au un raport 2 la 1, asta înseamnă că pentru fiecare metru coborât, înaintează 2. Folosindu-se de forma corpului și alegând forma și caracteristicile costumului, vom putea controla viteza de înaintare și de cădere spre pamânt. Astfel se poate încetini la maxim viteza de cădere, pentru a rămâne cât mai mult timp în aer ( și implicit pentru a înainta). Acest lucru se obține schimbând forma trunchiului, arcuind sau îndoind linia umerilor, șoldurilor și a genunchilor, schimbând unghiul de zbor în vânt și variind tensiunea aplicată membrelor costumului.
Acești zburători își pot măsura și îmbunătăți performanțele cu ajutorul unor computere care indică timpul menținerii în zbor, altitudinea la care să își deschidă parașuta și altitudinea de la care pornesc în cădere liberă. Din aceste date se poate afla viteza căderii care poate fi comparată cu zborurile anterioare. Gps-urile pot fi folosite pentru a înregistra și a planifica traiectoria zborului. Viteza normală de cădere a unui skydiver[nefuncțională]
 variază între 180 si 225 km/oră iar costumul wingsuit poate reduce această viteză până la 40 km/oră.

## Legături externe
http://www.turistik.ro/info/wingsuit-flying---arta-de-a-zbura-0952